# Cratere Zemfira
Zemfira  è un cratere sulla superficie di Venere.